# Les bons vivants
Les bons vivants är en fransk-Italiensk komedifilm från 1965 i regi av Gilles Grangier (del 1 o. 2) och Georges Lautner (del 3).

## Rollista i urval

### Del 1: "La fermeture"
- Bernard Blier - Monsieur Charles
- Dominique Davray - Madame Blanche
- Franck Villard - Monsieur Marcel
- Mireille Darc - Héloïse

### Del 2: "Le procès"
- Andréa Parisy - baronessan
- Jean Lefebvre - Léonard
- Jean Carmet - Paulo
- Pierre Bertin - domaren

### Del 3: "Les bons vivants"
- Louis de Funès - Léon
- Jean Richard - Paul
- Bernadette Lafont - Sophie